# Estratégia de redução
Em otimização de código durante a tradução de programas computacionais em um executável e em redução matemática, uma estratégia de redução para um sistema de reescrita de termos determina qual subtermos reduzíveis (ou expressões reduzíveis, redexes) devem ser reduzidos em um termo. Pode ser o caso de um termo conter múltiplos redexes que são disjuntos um do outro, e que a escolha para contrair um redex antes de outro terá nenhuma influência no resultado da forma reduzida da expressão. Um outro caso é que os redexes em um determinado termo que se sobrepõem, a sua escolha para contrair uma sobreposição dos redexes sobre o outro pode resultar em uma forma diferente de redução para o termo.
Veja em estratégia de avaliação um caso específico.